# Martin Prohászka
Martin Prohászka (* 18. srpna 1973, Nové Zámky) je bývalý slovenský fotbalový útočník, od října 2020 má také české občanství.

## Fotbalová kariéra
Hrál za FC Nitra, Kaučuk Opava, 1. FC Košice, AC Sparta Praha, FC Baník Ostrava, FK Viktoria Žižkov a FC Vítkovice. V lize odehrál 134 utkání a dal 26 gólů. V evropských pohárech odehrál 7 utkání a dal 1 gól. Za slovenskou reprezentaci nastoupil ve 3 utkáních.

## Ligová bilance
| Ročník                                   | Zápasy | Góly | Klub               |
| ---------------------------------------- | ------ | ---- | ------------------ |
| 1. československá fotbalová liga 1992/93 | 9      | 0    | FC Nitra           |
| Corgoň liga 1993/94                      | 3      | 0    | FC Nitra           |
| Corgoň liga 1995/96                      | 11     | 1    | FC Nitra           |
| Corgoň liga 1996/97                      | 25     | 4    | FC Nitra           |
| Gambrinus liga 1997/98                   | 29     | 9    | FC Kaučuk Opava    |
| Corgoň liga 1998/99                      | 13     | 3    | 1. FC Košice       |
| Gambrinus liga 1998/99                   | 12     | 4    | AC Sparta Praha    |
| Gambrinus liga 1999/00                   | 7      | 1    | AC Sparta Praha    |
| Gambrinus liga 2000/01                   | 4      | 0    | AC Sparta Praha    |
| Gambrinus liga 2000/01                   | 13     | 1    | FC Baník Ostrava   |
| Gambrinus liga 2001/02                   | 27     | 7    | FC Baník Ostrava   |
| Gambrinus liga 2002/03                   | 13     | 2    | FC Baník Ostrava   |
| Gambrinus liga 2003/04                   | 7      | 1    | FC Baník Ostrava   |
| Gambrinus liga 2003/04                   | 13     | 1    | FK Viktoria Žižkov |
| CELKEM                                   | 186    | 34   |                    |